# Getting Heavier
Getting Heavier es el quinto álbum de estudio de la banda estadounidense de heavy metal Racer X, publicado en 2002 en Japón por Universal Music Japan y lanzado al año siguiente en los Estados Unidos por Shrapnel Records. Es la última producción de estudio de la banda, ya que al poco tiempo decidieron tomarse un receso indefinido.

## Lista de canciones
| N.º | Título                    | Escritor(es)    | Duración |  |
| 1.  | «Dr X»                    | Gilbert, Travis | 5:31     |  |
| 2.  | «Lucifer's Hammer»        | Martin          | 3:43     |  |
| 3.  | «Golden God»              | Gilbert, Travis | 4:23     |  |
| 4.  | «Bucket of Rocks»         | Martin          | 4:26     |  |
| 5.  | «Go-GG-Go»                | Gilbert, Travis | 4:19     |  |
| 6.  | «Heaven in '74»           | Gilbert, Travis | 3:25     |  |
| 7.  | «Everything's Everything» | Martin          | 3:46     |  |
| 8.  | «Empty Man»               | Gilbert, Travis | 4:56     |  |
| 9.  | «The Siren's Eye»         | Gilbert, Travis | 6:22     |  |
| 10. | «Ghost Dance»             | Gilbert, Travis | 5:03     |  |
| 11. | «Endless»                 | Gilbert, Travis | 5:24     |  |
| 12. | «Catapult to Extinction»  | Gilbert, Travis | 4:58     |  |

## Músicos
- Jeff Martin: voz
- Paul Gilbert: guitarra
- Juan Alderete: bajo
- Scott Travis: batería